# Église Sainte-Anne d'Anseremme
 (août 2025).
Si vous disposez d'ouvrages ou d'articles de référence ou si vous connaissez des sites web de qualité traitant du thème abordé ici, merci de compléter l'article en donnant les références utiles à sa vérifiabilité et en les liant à la section « Notes et références ».
L’église Sainte-Anne est un édifice religieux catholique sis à Anseremme, au confluent de la Meuse avec la Lesse, (Belgique). Construite en style néogothique en 1907 elle remplace, à un endroit différent, l’ancienne église paroissiale (Saint-Martin) qui se trouvait au centre de la partie ancienne du village. L'église est lieu de culte de la communauté catholique d'Anseremme.

## Histoire
Une première église se trouvait au cœur du vieil Anseremme, l'agglomération originelle, qui se trouve exactement dans une boucle de la Meuse (rive gauche). Comme les moines de Saint-Hubert qui possédaient la terre d’Anseremme (depuis le IXe siècle) y avaient une ferme, l’église fut connue (abusivement) comme prieuré. C’était l’église paroissiale Saint-Martin. Des fouilles archéologiques ont montré qu’il y eut probablement trois édifices successifs, le dernier datant de 1780. 

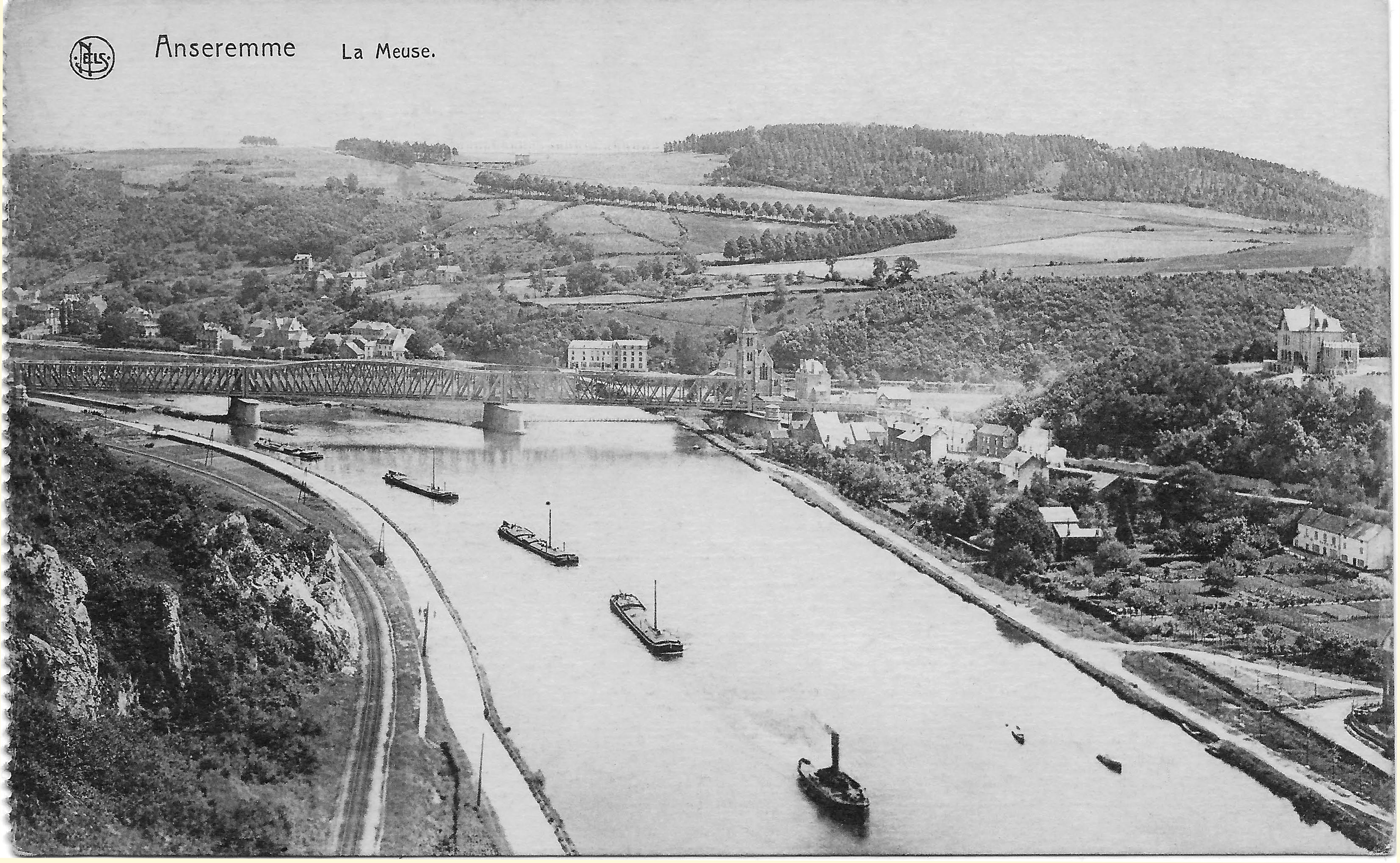
Vue de la Meuse et de l'église peu après sa construction (carte-vue de 1914)

Lorsque la partie nouvelle du village se développa, à l’est – entre la ligne de chemin de fer 166 et la Lesse (là où la rivière se jette dans la Meuse) - une toute nouvelle église y fut construite en 1906-1907. L’ancienne église Saint-Martin, fermée au culte en 1907, fut démolie en 1961. Il en reste une travée qui, intégrée au cimetière, en est comme la chapelle. 
La nouvelle église, de style néogothique, fut construite en 1906-1907 d’après les plans des architectes Joostens et Smits. Elle est dédiée à sainte Anne.

## Patrimoine
Une partie du mobilier provient de l‘ancienne église Saint-Martin.
- Les fonts baptismaux datent du XIIe siècle (quant à son socle de style roman). La colonne est de pierre bleue mosane. Le couvercle, en dinanderie locale porte l’inscription ‘A Anserem 1582’.
- La pierre de justice (partie de l’ancien perron ?) porte sur ses faces les figurines du Christ en croix, de la Madone (Vierge et enfant). Les armoiries de l’abbé de Saint-Hubert ont été burinées durant la période révolutionnaire française. La pierre de justice – auparavant dans l’ancien cimetière - se trouve dans le coin baptistère de l’église.
- Un confessionnal du XVIIIe siècle se trouve dans le narthex, avec les statues en bois de saint Hubert et de saint Antoine.
- Une statue de la Vierge à l’Enfant (XIXe siècle) se trouve dans le sanctuaire. Statue des processions mariales du village (15 août). La couronne de la Vierge et le globe de l’Enfant-Jésus ont disparu.
- La statue du Sacré-Cœur fut réalisée en pleine guerre (1940) par l’artiste dinantais Alexandre Daoust.
- La statue de sainte Anne qui se trouve sur le premier pilier de droite (de la nef) est de facture bretonne et récente (1976). L’église est dédiée à sainte Anne, mère de la Vierge Marie, dont le culte s’est développé dans la région lors de la Contre-réforme. Un vitrail du chœur est également dédié à sainte Anne.